# جيسيكا كير مور
جيسيكا كير مور (بالإنجليزية: Jessica Care Moore)‏ (28 أكتوبر 1971، ديترويت في الولايات المتحدة)؛ كاتِبة وشاعرة أمريكية.

## روابط خارجية
- جيسيكا كير مور على موقع ميوزك برينز (الإنجليزية)
- جيسيكا كير مور على موقع ديسكوغز (الإنجليزية)